# Lista över inofficiella namn i Lovisa
Inofficiella namn i Lovisa i Finland är namn på platser, gator, byggnader och dylikt som är allmänt förekommande i folkmun men inte är officiella. Det finns ett stort antal inofficiella namn i Lovisa.
Uttalsmarkeringarna i tabellen torde följa standarden som används av SAOL och NE:s ordbok, inte standarden enligt Internationella fonetiska alfabetet.[källa behövs]
| Namn              | Varianter & uttal | Kommentar | WD                     |
| ----------------- | --- | --- | ---------------------- |
| Aravahuset        | | Hus som byggdes med aravalån i början av 50-talet. |                        |
| Barackerna        | Varianter: Barackerna, Baracken, Småbostadshusen, Antby barackerna | Gamla arbetarbostäder. Idag finns bara den ena baracken kvar. |                        |
| Biblo             | Varianter: Biblo, Bibban, Socis, Monttu Uttal: [biblo] | De flesta kallar Lovisa huvudbibliotek, som det heter officiellt, för Biblo. |                        |
| Bonga             | Varianter: Bonga, Bongas slottet, Slottet, Baumgartners slottet, Lovenetzskis slottet Uttal: [bånga], [bångas slåte], [slåte], [baomga:rtnärs slåte], [låvenetskis slåte] | Slottet Bonga är ett patricierslott i jugendstil som byggdes under ryska tiden. Huset är nu i Riitta Nelimarkka och Jaakko Seecks ägo och fungerar som bl.a. konstnärsateljé och konstmuseum, där Nelimarkkas verk finns utställda. |                        |
| Brankis           | Uttal: [brankkis] | Brandkårshuset kallas kort och gott för Brankis. |                        |
| Brygi             | Uttal: [brygi] | Området där Lovisa bryggeri tidigare fanns kallas kort för Brygi. Här fanns Lovisa bryggeri på 1900-talet. Bryggarebrinken finns även som vägnamn i det här bostadsområdet. |                        |
| Dege              | Varianter: Dege, Degeri, Hotellet Uttal: [dege], [degeri], [hotellet] | För Hotell Degerby används ofta förkortningen Dege. |                        |
| Dösis             | Varianter: Dösis, Busis, Busstationen Uttal: [dösis], [busis] | Lovisa busstations namn dösis kommer från finskans "dösä" (buss) och har avletts med den produktiva ordbildningsändelsen -is, som förekommer i många inofficiella namn på svenska. Även Busis förekommer med kortstavigt uttal. |                        |
| Essobacken        | Uttal: [essåbakken] | Den gamla avstjälpningsplatsen på sidan om gamla Kotkavägen kallas Essobacken. Essos lager har funnits här tidigare och gett upphov till namnet. |                        |
| Fattighusbacken   | Uttal: [fatihu:sbakkan] | Område där Fattighuset fanns vid gamla Ulrika ålderdomshem. Backen upp till hemmet var Fattighusbacken. Namnet används av äldre Lovisabor. |                        |
| Finska skolorna   | | Finska skolorna används på svenska om Harjurinteen koulu(fi) och Loviisan lukio(fi) (tidigare Myllyharjun lukio). | Q11883641 på Wikidata  |
| Frälsisbacken     | Uttal: [fräsisbakkan] | Frälsningsarmén eller [fräsisarme:n] som det även har uttalats fanns tidigare här och har gett upphov till namnet. |                        |
| Garni             | Varianter: Garni, Garnisonen, Ön Uttal: [garni], [garnisjo:n], [ö:n] | Stadsdelen Garnison som uttalas med sjåsande sj-ljud kallas ofta kort för Garni. |                        |
| Gene              | Varianter: Gene, Lågstadiet Uttal: [jene], [lå:gstadiet] | Generalhagens skola kallas numera kort för Gene. Tidigare kallade många skolan för Lågstadiet. |                        |
| Gråbban           | Uttal: [gråbban], [gråbärj] | Vid friluftsområdet Gråberg, som uttalas kortstavigt, finns en motionsstig där man bl.a. kan skida vintertid. |                        |
| Gymi              | Varianter: Gymi, gymnasiet Uttal: [jymi] | Lovisa Gymnasium kallas rätt allmänt för Gymi. | Q116621570 på Wikidata |
| Hälsokällan       | Varianter: Hälsokällan, Radonkällan Uttal: [helsotjellan], [radå:ntjellan]                                                                                                | Källan eller hälsobrunnen upptäcktes på 1750-talet då minerhaltiga källor eller s.k. surbrunnar var kända och ansågs ha hälsofrämjande effekter i det svenska riket. Lovisa var därefter känt som kurort under första hälften av 1800-talet. |                        |
| Inkkarikylä       | Varianter: Inkkarikylä, Indianbyn, Inkkarbyn | Ursprungligen s.k. genomgångsbostäder för dem som arbetade vid bl.a. Lovisa kärnkraftverk. |                        |
| Kattpotten        | Uttal: [kattpåtten] | Ett f.d. träsk vid Harjurinteen koulu där man lär ha dränkt katter. |                        |
| Kattsvansen       | | Sista svängen på Kaptensvägen kallades tidigare för Kattsvansen, fastän namnet nu börjar falla i glömska. |                        |
| Krigarbyn         | Uttal: [kri:garby:n] | På östra sidan om järnvägen i Antby finns ett litet bostadsområde med sammanlagt 19 hus som Ragnar Nordström lät bygga för krigsveteraner som kom hem från kriget. |                        |
| Lilla Kuckustenen | Uttal: [lilla kokkoste:nen] | En mindre sten med en bänk på som har fått sitt namn i analogi med utsikttornet Kuckustenen som ligger lite längre söderut på åsen mot Antby. |                        |
| Minkburarna       | | Vid åsen ligger flera små lådhus på rad som byggdes upp på 60-talet. De har i folkmun fått namnet Minkburarna pga. av sitt utseende. |                        |
| Neristan          | Varianter: Neristan, Nedrestan, Nidustan, Gamla stan Uttal: [ne:rista:n], [nidusta:n], [gamla sta:n]                                                                      | Ett gammalt trähusområde i centrala Lovisa även kallat Gamla stan av många. Olika uppfattningar råder och har rått om var Neristan börjar. Förr innebar Neristan stadsdelen som började vid Saltbodtorget och fortsatte söderut. I takt med ett ökat intresse för trähusstaden börjar den idag redan vid Karlskronaboulevarden. Idag talas det även om Historiallinen alakaupunki på finska. |                        |
| Nevin             | Varianter: Nevin, Neve, Nevi Uttal: [nevin], [neve], [nevi] | Restaurangen Newroz kallas allmänt för Nevin. |                        |
| Nystan            | Uttal: [ny:sta:n] | Stadsdel norr om Helsingforsvägen och väster om det gamla bryggeriområdet. Nystaden kallas hopdraget för Nystan. |                        |
| Patuna            | Uttal: [patona] | Insjön vid Långholmen, som idag är igentäckt, lär tidigare ha kallats för Patuna. Namnet är idag mer eller mindra officiellt. |                        |
| Peyton Place      | Uttal: [pejtån plejs], [pejttån plejs] | Namnet är myntat efter en amerikansk tv-serie från 60-talet. Bostadsområdet, som sträcker sig mellan kvarteren Gustavsvägen och Fredriksvägen, byggdes upp på 70-talet och bestod då av moderna bostäder dit välbärgade människor flyttade. Här låg från tidigare även Fattighusbacken med hem för äldre och mindre bemedlade.                                                               |                        |
| Plani             | Uttal: [plani] | Plan där man tidigare spelade fotboll i stadsdelen Nystan. Idag finns här en lekpark. |                        |
| Pornotalo         | Uttal: [pårnåtalå] | Höghus från 70-talet där det tidigare ryktades om att ha funnits viss bordellverksamhet. |                        |
| Punagaveln        | Varianter: Punagaveln, Bunagaveln Uttal: [ponaga:veln], [bonaga:veln] | Brant backe, vars namn lär gå tillbaka till inbördeskrigets dagar då skyddskåren troligtvis hade sin skjutbana här. Namnledet "puna" lär komma från finskans Punakaarti (Röda gardet). |                        |
| Pyllon            | Uttal: [pyllån] | Kulle och litet bostadsområde i Antby där Skrapis (se Skrapis) ligger. |                        |
| Saltis            | Varianter: Saltis, Saltbodarna Uttal: [saltis] | Café Restaurant Saltbodan kallas även för Saltis eller Saltbodarna. |                        |
| Skrapis           | Varianter: Skrapis, Diamanten Uttal: [skrapis] | Ett gammalt hemman som även har fungerat som sanatorium i stadsdelen Antby. Ligger på Pyllon (se Pyllon). |                        |
| Skyttis           | Varianter: Skyttis, Pavis, Skyttepaviljongen Uttal: [sjyttis], [pavis] | Både den gula idrottspaviljongen och Lovisas friluftsområde kallas för Skyttis. Området har fungerat som skyddskårens fd. övningsplan och hus. |                        |
| Smirnoffska huset | Varianter: Smirnoffska huset, Smirnoffska gården, Las Vegas, Uttal: [smirnåffska hu:set], [smirnåffska gå:rden], [las ve:gas],                                            | Smirnoffska huset är ett historiskt hem, vars äldsta delar går tillbaka till mitten av 1700-talet. Huset har varit i släkten Smirnoffs ägo sedan början av 1800-talet. Namnet används aktivt numera även i pressen. |                        |
| Södra åsen        | Varianter: Södra åsen, Nedre åsen Uttal: [sö:dra å:sen], [neddre å:sen]                                                                                                   | Området eller stadsdelen vid naturskyddsområdet kallas för Södra åsen eller Nedre åsen. |                        |
| Tornhuset         | Uttal: [to:rnhu:se] | Tornhuset är ett högt hus längs med Södra åsen. Det har troligen har fått sitt namn pga. av sitt utseende. |                        |
| Tullis            | Uttal: [tullis] | Tullbron som är en del av Neristan kallas med ordbildningsändelsen -is för Tullis. |                        |
| Vaheri            | Uttal: [vaheri] | Caféet Konditoria-Café Vaherkylä-Ek kallas förkortat för Vaheri. En Lovisa-institution som sedan sitt grundande på 1960-talet har varit i familjen Vaherkyläs ägo. Har nu köpts upp av kinesiskt familjeföretag. |                        |
| Vallarna          | Uttal: [vallana] | Området vid bastionen Ungern kallas även för Vallarna. Där ordnade brandkåren sommarfester förr i tiden. Smeknamnet "spritvilliga" brandkåren lär ha myntats om Frivilliga brandkåren i samband med de här danserna. |                        |
| Varvet            | Uttal: [varve] | Området vid Varvssundet kallas allmänt för Varvet. Namnet finns idag även på kartan och kan klassas som mer eller mindre officiellt. |                        |
| Åsen              | Varianter: Åsen, Harju Uttal: [å:sen], [harju] | Området Kvarnåsen kallas förkortat för Åsen. Finskans Harju används också bland svenskspråkiga. |                        |
| Ölvin             | Uttal: [ölvin] | På innergården till restaurangen Bistro Cantor huserar det populära tillhållet Öl- och vinbod Ölvin som uttalas kortstavigt. |                        |
| Överstens slott   | Varianter: Överstens slott, Överstens, Slottet, Nordströmska slottet | Ragnar Nordström som i folkmun kallades översten lät bygga huset i början av 1900-talet. Det har stått tomt sedan hans död 1982. |                        |